# 卡西欧EX-FR100
卡西欧 EX-FR100是于2015年12月推出的运动型相机，由卡西欧公司开发。与稍早于2014年推出的EX-FR10类似，FR100的特点在于其可分离设计，即相机的镜头部与操控部可以进行物理上的分离，采用无线信号进行远程连接控制；且继续保持防水抗摔等运动相机特性。除此之外，相比FR10的等效21mm，FR100将镜头继续推进至等效16mm，可以获得更广的视角。
FR100在日本上市时定价6万円，于中国大陆定价为2999元。

## 概述

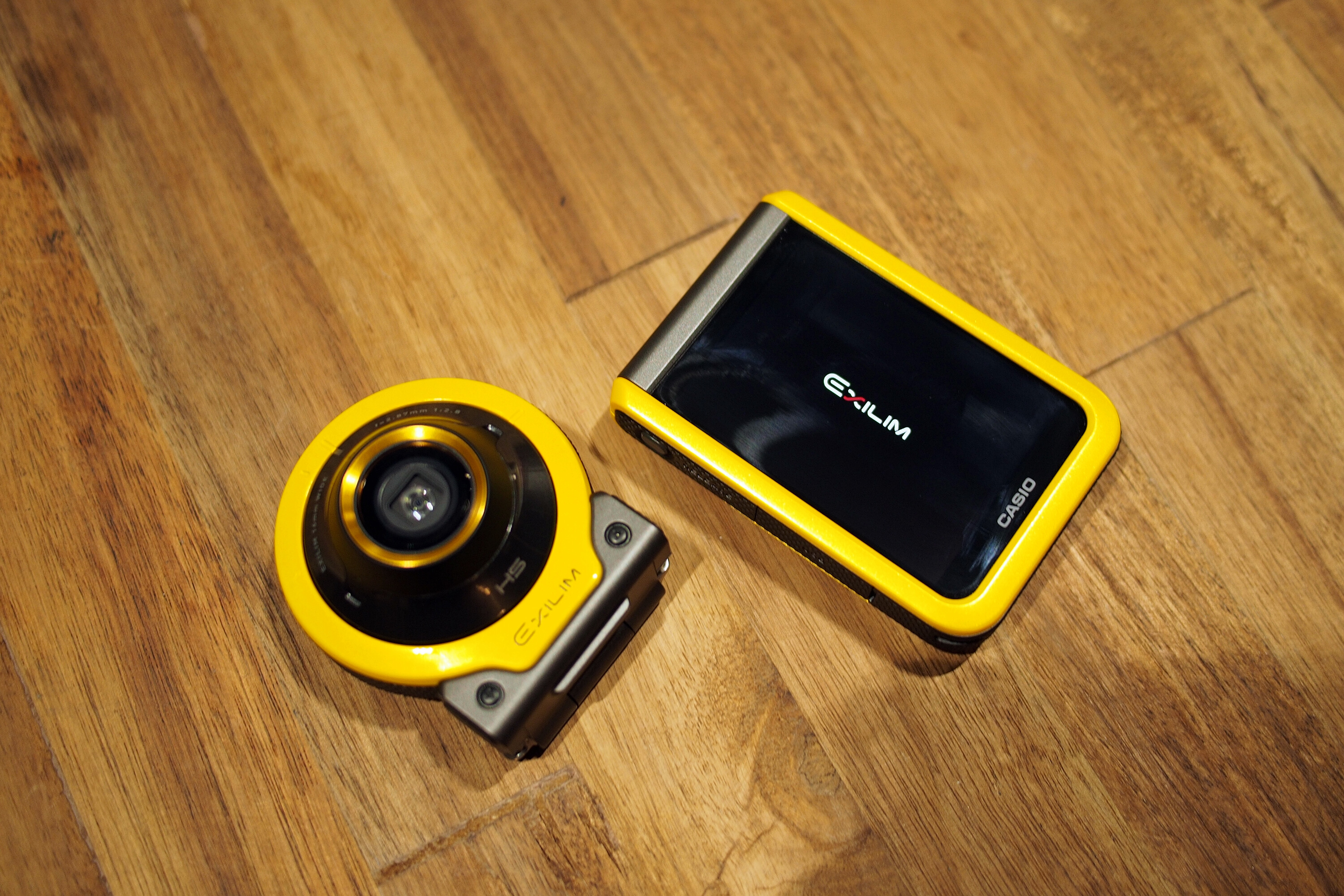
FR100的两部分可以分离

卡西欧公司在2002年，将旗下数码相机统归到EXILIM品牌，而内部的子系列也在不断分化，自2010年推出ZR100相机以来，也陆续以“xR”来作为子系列数码相机产品定位的新规格。
FR系列以2014年的EX-FR10为代表，是消费级数码相机市场中较为少见的一种类型。采用可以分离取景拍摄的设计，使得拍摄者有更大的自由度与创作可能。这类相机最早可以追溯到1998年的美能达 Dimage EX，以及更早的美能达 Dimâge V ，其采用特殊电缆的硬连接来实现取景与镜头分离；在大约2012年附近，许多数码相机厂家为产品配置了WiFi功能，可以使用智能设备在一定距离内取景并遥控拍摄，这一功能大大方便了拍摄，可以获得更多的自由度，而记录更有意思的画面。
在这样的趋势下，诞生了FR10这样的机型，配置了专用的操纵端，出厂时已经配对好，可以避免这类相机较长出现的WiFi的等待和失联情况。但卡西欧的机型也并不排斥用户使用智能设备进行连接，而达到操控或照片传输等需求（需使用卡西欧专属app『EXILIM Connect』）。
FR10配置了之前在TR系机身上较长使用的等效21mm镜头，这一焦距在自拍场合有相当抢眼的发挥，然而用于运动记录却仍然存在一定局限；在此条件下，卡西欧于FR10推出第二年的2015推出了等效16mm，且进行部分升级的FR100。
EX-FR100的基础硬件指标方面：
- 镜头部

使用1/2.3英寸的cmos传感器，全像素为12mp，但是为了防抖冗余，标称为10mp；配置一枚2.87mm镜头，等效为135下16mm，属于超广角镜头。
- 操控部

操控部具备一块3英寸液晶屏，具备92万点，相比FR10有较大升级。

## 版本与附件

### 颜色与限定版
FR100初始发布，带有黑、黄、白三色外壳版本，除颜色外硬件指标完全一致。
其在2016年3月，于英国推出FR100 x ACE CAFE LONDON限定版，镜头部外观采用黑白相间配色。

### 附件
作为运动相机，为了方便特殊条件拍摄，需要许多额外的拍摄附件，卡西欧公司自己即为FR100提供了一些官方附件。
- EAM-1 三脚架连接座
- EAM-2 多角度夹
- EAM-3 多角度固定带
- EAM-4 多功能伸缩杆
- EAM-5 防水罩
- EAM-6 天线接收装置
- EAM-7 LED灯圈